# Juju (rappeuse)
Pour les articles homonymes, voir Juju (homonymie).
Juju, de son vrai nom Judith Wessendorf, née le 19 novembre 1992 à Berlin, est une rappeuse allemande.

## Biographie
Judith Wessendorf est la fille d'un marocain et d'une allemande et grandit à Berlin. Elle commence à rapper avec ses amis avant de rencontrer le rappeuse Nura. Elles forment ensemble en 2014 le duo SXTN qui leur donne leurs premiers succès. Elle mène aussi une carrière solo. Elle apparaît sur le single Melodien du rappeur Capital Bra qui devient numéro un des ventes en Allemagne le 10 août 2018.

## Discographie
Singles
- 2015 : Berliner Schnauze (avec Said)
- 2018 : Winter in Berlin
- 2018 : Heroin (Ali As (de) feat. Juju)
- 2018 : Melodien (Capital Bra feat. Juju)

## Source de la traduction
- (de) Cet article est partiellement ou en totalité issu de l’article de Wikipédia en allemand intitulé « Juju (Rapperin) » (voir la liste des auteurs).

1. ↑  (de) « Capital Bra feat. Juju Melodien », sur Offizielle Deutsche Charts, 2018 (consulté le 15 août 2018)